# Europese PGA Tour 2004
De Europese PGA Tour 2004 was het 33ste seizoen van de Europese PGA Tour en bestond uit 45 toernooien. Het seizoen startte met het Hong Kong Open in december 2003 en eindigde met de Volvo Masters in oktober 2004.
Dit seizoen stond er twee nieuwe toernooien op de kalender: het Open de Sevilla en de The Heritage. Het Benson & Hedges International Open en de Trophée Lancôme verdwenen van de kalender.

## Kalender
| Data  | Data  | Toernooi                            | Baan                                         | Land             | Winnaar              | Score     | Info                          |
| 2003  | 2003  | 2003                                | 2003                                         | 2003             | 2003                 | 2003      | 2003                          |
| ----- | ----- | ----------------------------------- | -------------------------------------------- | ---------------- | -------------------- | --------- | ----------------------------- |
| 04-12 | 07-12 | Omega Hong Kong Open                | Hong Kong Golf Club                          | Hongkong         | Pádraig Harrington   | 269 (-11) |                               |
| 2004  |       |                                     |                                              |                  |                      |           |                               |
| 15-01 | 18-01 | South African Airways Open          | Erinvale Golf Club                           | Zuid-Afrika      | Trevor Immelman      | 276 (-12) |                               |
| 22-01 | 25-01 | Alfred Dunhill Championship         | Houghton Golf Club                           | Zuid-Afrika      | Marcel Siem          | 266 (-22) |                               |
| 29-01 | 01-02 | Johnnie Walker Classic              | Alpine Golf & Sports Club                    | Thailand         | Miguel Ángel Jiménez | 271 (-17) |                               |
| 05-02 | 08-02 | Heineken Classic                    | Royal Melbourne Golf Club                    | Australië        | Ernie Els            | 268 (-20) |                               |
| 12-02 | 15-02 | ANZ Championship                    | Horizons Golf Resort                         | Australië        | Brian Davis          | 44        | Stablefordtelling             |
| 19-02 | 22-02 | Carlsberg Malaysian Open            | Saujana Golf & Country Club                  | Maleisië         | Thongchai Jaidee     | 274 (-14) |                               |
| 25-02 | 29-02 | WGC - Accenture Match Play          | La Costa Resort & Spa                        | Verenigde Staten | Tiger Woods          | -         |                               |
| 04-03 | 07-03 | Dubai Desert Classic                | Emirates Golf Club                           | V.A.E.           | Mark O'Meara         | 271 (-17) |                               |
| 11-03 | 14-03 | Qatar Masters                       | Doha Golf Club                               | Qatar            | Joakim Haeggman      | 272 (-16) |                               |
| 18-03 | 21-03 | Caltex Singapore Masters            | Singapore Island Country Club                | Singapore        | Colin Montgomerie    | 272 (-16) |                               |
| 25-03 | 28-03 | Madeira Island Open                 | Clube de Golf Santo da Serra                 | Portugal         | Chris Hanell         | 284 (-4)  |                               |
| 01-04 | 04-04 | Algarve Portuguese Open             | Le Méridien Penina Golf & Resort             | Portugal         | Miguel Ángel Jiménez | 272 (-16) |                               |
| 08-04 | 11-04 | Masters Tournament                  | Augusta National Golf Club                   | Verenigde Staten | Phil Mickelson       | 279 (-9)  |                               |
| 15-04 | 18-04 | Open de Sevilla                     | Real Club de Golf de Sevilla                 | Spanje           | Ricardo González     | 274 (-14) | Nieuw (eenmalig) toernooi     |
| 22-04 | 25-04 | Canarias Open de España             | Fuerteventura Golf Club                      | Spanje           | Christian Cévaër     | 271 (-9)  |                               |
| 29-04 | 02-05 | Telecom Italian Open                | Olgiata Golf Club                            | Italië           | Graeme McDowell      | 197 (-19) | Afgewerkt in 3 ronden         |
| 06-05 | 09-05 | The Daily Telegraph British Masters | Marriott Forest of Arden Golf & Country Club | Engeland         | Barry Lane           | 272 (-16) |                               |
| 13-05 | 16-05 | BMW Asian Open                      | Tomson Shanghai Pudong Golf Club             | China            | Miguel Ángel Jiménez | 274 (-14) |                               |
| 20-05 | 23-05 | Deutsche Bank Open TPC of Europe    | Golf Club St. Leon-Rot                       | Duitsland        | Trevor Immelman      | 271 (-17) |                               |
| 27-05 | 30-05 | Volvo PGA Championship              | The Wentworth Club                           | Engeland         | Scott Drummond       | 269 (-19) |                               |
| 03-06 | 06-06 | The Celtic Manor Resort Wales Open  | The Celtic Manor Resort                      | Wales            | Simon Khan           | 267 (-21) |                               |
| 10-06 | 13-06 | Diageo Championship at Gleneagles   | The Gleneagles                               | Schotland        | Miles Tunnicliff     | 275 (-13) |                               |
| 17-06 | 20-06 | US Open                             | Shinnecock Hills Golf Course                 | Verenigde Staten | Retief Goosen        | 276 (-4)  |                               |
| 17-06 | 20-06 | Saint-Omer Open                     | Aa Saint-Omer Golf Club                      | Frankrijk        | Philippe Lima        | 279 (-5)  | Alternatief voor de "US Open" |
| 24-06 | 27-06 | Open de France                      | Le Golf National                             | Frankrijk        | Jean-François Remésy | 272 (-12) |                               |
| 01-07 | 04-07 | Smurfit European Open               | The K Club                                   | Ierland          | Retief Goosen        | 275 (-13) |                               |
| 08-07 | 11-07 | The Barclays Scottish Open          | Loch Lomond Golf Club                        | Schotland        | Thomas Levet         | 269 (-15) |                               |
| 15-07 | 18-07 | The Open Championship               | Royal Troon Golf Club                        | Schotland        | Todd Hamilton        | 274 (-10) |                               |
| 22-07 | 25-07 | Nissan Irish Open                   | County Louth Golf Club                       | Ierland          | Brett Rumford        | 274 (-14) |                               |
| 29-07 | 01-08 | Scandinavian Masters                | Barsebäck Golf & Country Club                | Zweden           | Luke Donald          | 272 (-16) |                               |
| 05-08 | 08-08 | KLM Open                            | Hilversumsche Golf Club                      | Nederland        | David Lynn           | 264 (-16) |                               |
| 12-08 | 15-08 | BMW Russian Open                    | Le Meridien Moscow Country Club              | Rusland          | Gary Emerson         | 272 (-16) | Alternatief voor de "US PGA"  |
| 12-08 | 15-08 | US PGA Championship                 | Whistling Straits Golf Course                | Verenigde Staten | Vijay Singh          | 280 (-8)  |                               |
| 19-08 | 22-08 | WGC - NEC Invitational              | Firestone Country Club                       | Verenigde Staten | Stewart Cink         | 269 (-11) |                               |
| 26-08 | 29-08 | BMW International Open              | Golfclub München Eichenried                  | Duitsland        | Miguel Ángel Jiménez | 267 (-21) |                               |
| 02-09 | 05-09 | Canon European Masters              | Golf Club Crans-sur-Sierre                   | Zwitserland      | Luke Donald          | 265 (-19) |                               |
| 09-09 | 12-09 | Linde German Masters                | Golf Club Gut Lärchenhof                     | Duitsland        | Pádraig Harrington   | 275 (-13) |                               |
| 17-09 | 19-09 | Ryder Cup                           | Oakland Hills Country Club                   | Verenigde Staten | Continentaal Europa  | 18½ - 9½  |                               |
| 23-09 | 26-09 | The Heritage                        | Woburn Golf Club                             | Engeland         | Henrik Stenson       | 269 (-19) | Nieuw (eenmalig) toernooi     |
| 30-09 | 03-10 | WGC - American Express Championship | Mount Juliet Golf Club                       | Ierland          | Ernie Els            | 270 (-18) |                               |
| 07-10 | 10-10 | Alfred Dunhill Links Championship   | St Andrews Links                             | Schotland        | Stephen Gallacher    | 269 (-19) |                               |
| 14-10 | 17-10 | Mallorca Classic                    | Pula Golf Club                               | Spanje           | Sergio García        | 268 (-12) |                               |
| 14-10 | 17-10 | HSBC World Match Play Championship  | The Wentworth Club                           | Engeland         | Ernie Els            | -         |                               |
| 21-10 | 24-10 | Open de Madrid                      | Club de Campo Villa de Madrid                | Spanje           | Richard Sterne       | 266 (-18) |                               |
| 28-10 | 31-10 | Volvo Masters                       | Club de Golf Valderrama                      | Spanje           | Ian Poulter          | 277 (-7)  |                               |

## Order of Merit
De Order of Merit wordt gebaseerd op basis van het verdiende geld.
| Rang | Speler               | Land          | Prijzengeld (€) |
| ---- | -------------------- | ------------- | --------------- |
| 1    | Ernie Els            | Zuid-Afrika   | 4.061.905       |
| 2    | Retief Goosen        | Zuid-Afrika   | 2.325.202       |
| 3    | Pádraig Harrington   | Ierland       | 1.910.394       |
| 4    | Miguel Ángel Jiménez | Spanje        | 1.886.237       |
| 5    | Thomas Levet         | Frankrijk     | 1.727.945       |
| 6    | Graeme McDowell      | Noord-Ierland | 1.648.862       |
| 7    | Lee Westwood         | Engeland      | 1.592.766       |
| 8    | Darren Clarke        | Noord-Ierland | 1.563.803       |
| 9    | Ian Poulter          | Engeland      | 1.533.158       |
| 10   | David Howell         | Engeland      | 1.501.502       |